# Thanh Hà, Hoài An

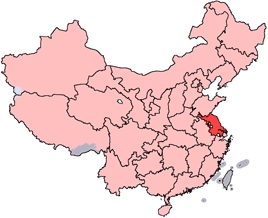
ㅤㅤㅤㅤㅤㅤ

Thanh Hà (chữ Hán phồn thể:清河區, chữ Hán giản thể:清河区) là một quận cũ thuộc địa cấp thị Hoài An, tỉnh Giang Tô, Cộng hòa Nhân dân Trung Hoa. Quận này có diện tích 43 ki-lô-mét vuông, dân số năm 2001 là 250.000 người. Năm 1983, địa khu Hoài Âm được lập thành địa cấp thị, nguyên là thành phố cấp huyện Thanh Hà chia đôi thành quận Thanh Phố và quận Thanh Hà. Chính quyền quận đóng ở đường Kiện Khang Tây. Về mặt hành chính, quận này được chia thành các đơn vị hành chính gồm 8 nhai đạo, 2 hương.